# Pie-grièche à tête rousse
Lanius senator
Espèce
Statut de conservation UICN

 NT A2bcde+3bcde+4bcde : Quasi menacé
La Pie-grièche à tête rousse (Lanius senator) est une espèce de passereau de la famille des Laniidae. C'est un oiseau aisément reconnaissable à son plumage contrasté.

## Historique et dénomination
L'espèce Lanius senator a été décrite par Carl von Linné en 1758.

## Description
Cet oiseau mesure 17 à 19 cm de longueur pour une envergure de 25 à 30 cm et une masse de 25 à 35 g.
Le mâle est un oiseau au plumage contrasté, blanc et noir, avec une calotte et une nuque de couleur brun-roux.
La femelle est comme le mâle mais avec des couleurs plus ternes avec du gris foncé sur le dos. Les jeunes sont bruns, striés dessus et de teinte plus claire mais également striée dessous.

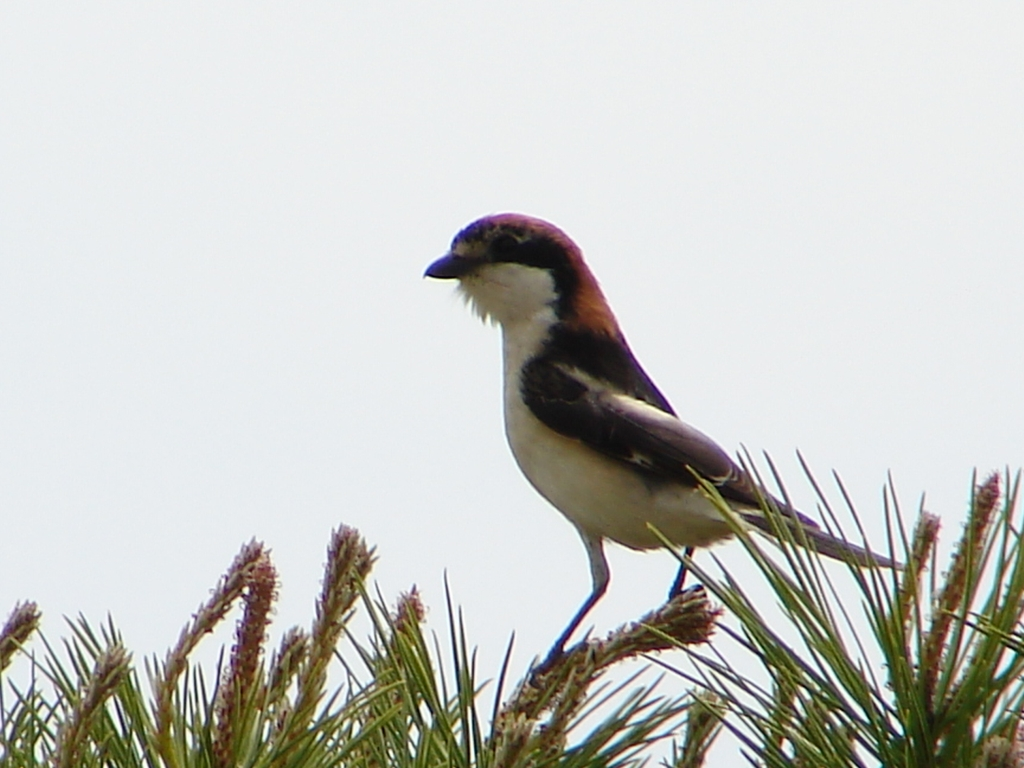
Attitude de guet d'une pie-grièche à tête rousse
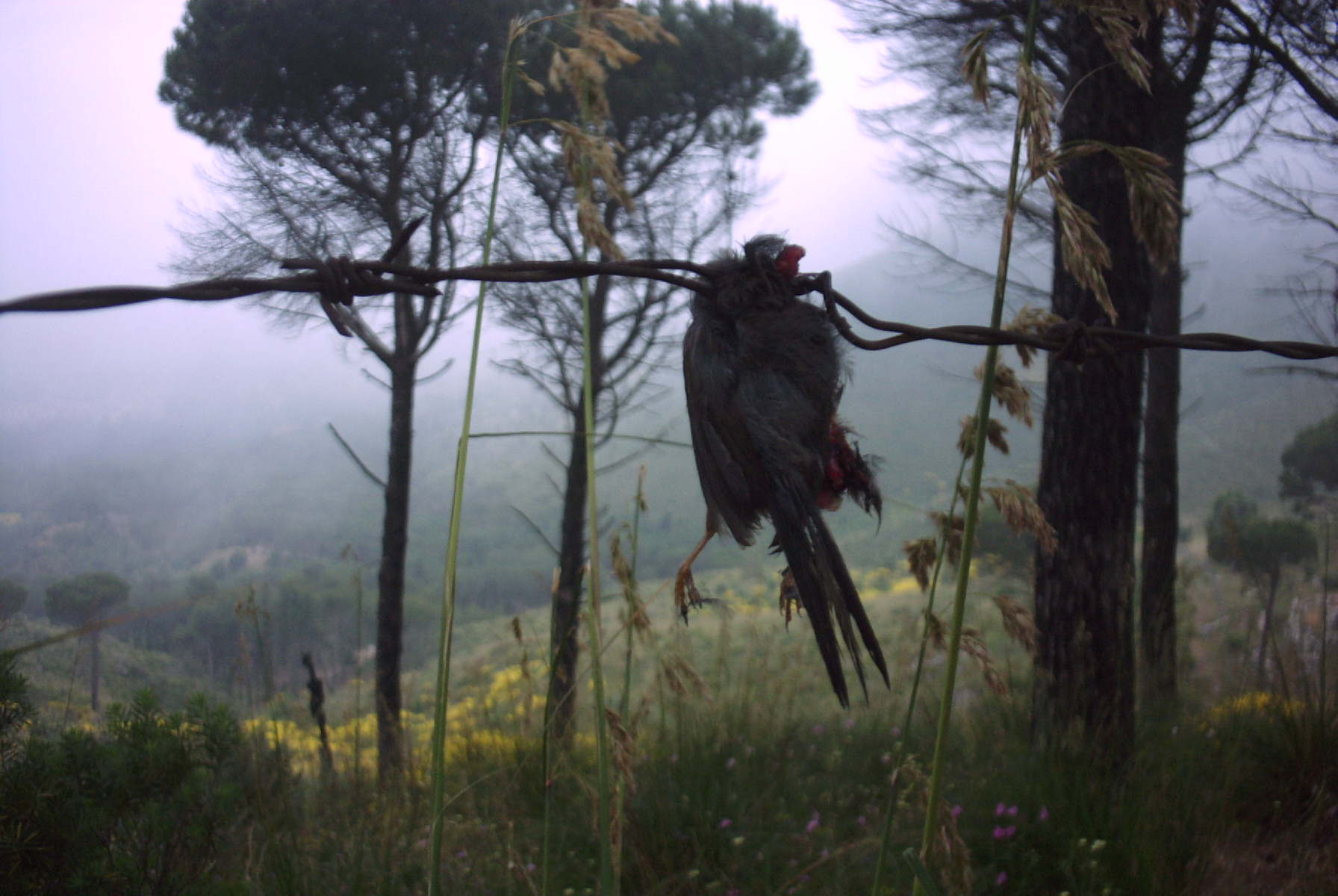
Proie de Pie-grièche à tête rousse accrochée sur un fil de fer barbelé

## Répartition
La Pie-grièche à tête rousse niche en Europe du Sud, au Moyen-Orient et au nord-ouest de l'Afrique. Elle hiverne en Afrique tropicale.

## Habitat
Cet oiseau fréquente des milieux assez dégagés avec haies, buissons et bosquets, notamment les vergers, les friches herbeuses, les parcs et les jardins « sauvages ».

## Régime alimentaire
Cette espèce consomme de gros insectes et de petits passereaux, des rongeurs et des lézards. Elle guette ses proies à partir d'un perchoir et les capture le plus souvent au sol, parfois en vol.

## Reproduction

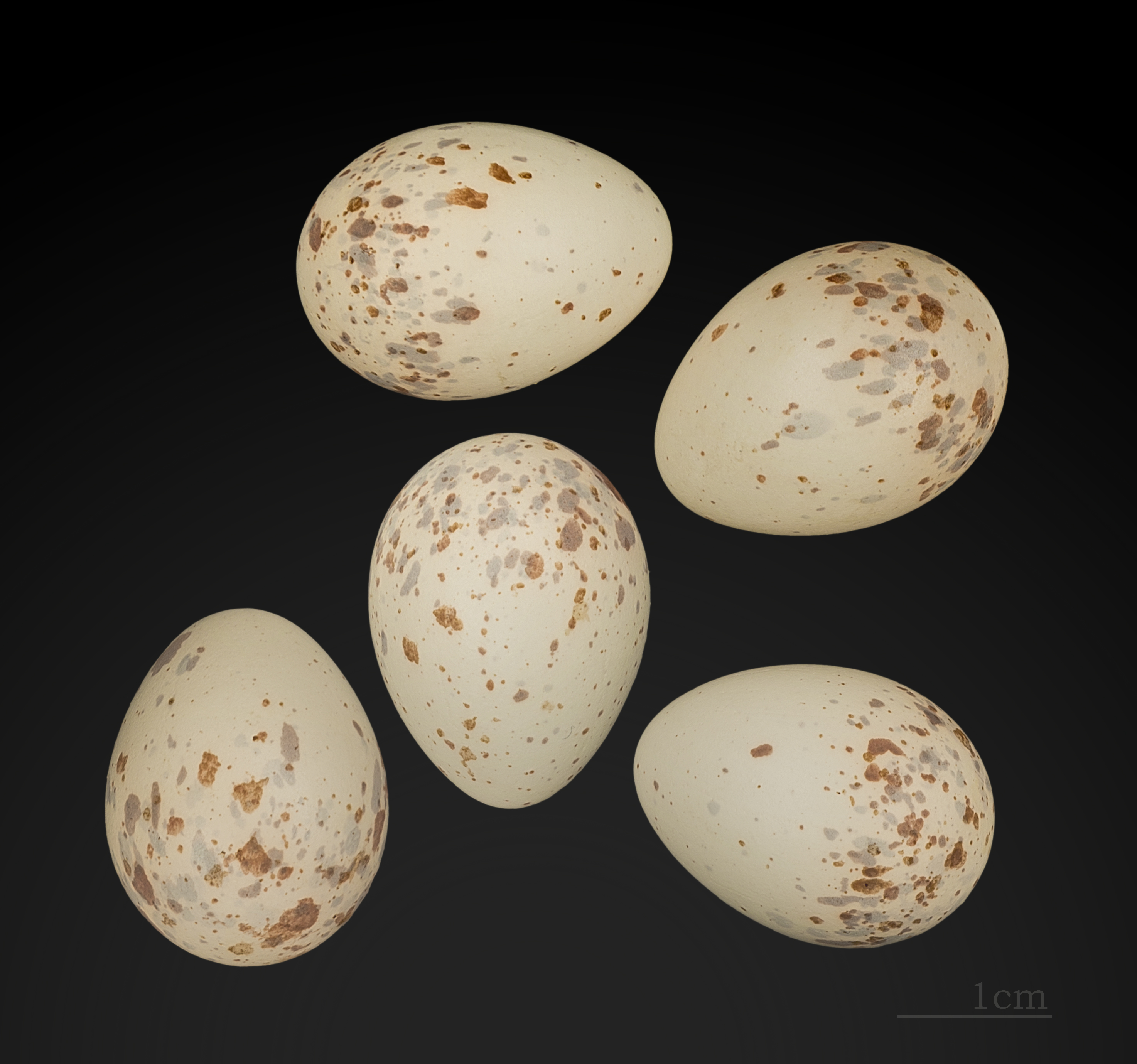
Œufs de Pie-grièche à tête rousse - Muséum de Toulouse

Cet oiseau construit un nid peu soigné de ramilles et d'éléments végétaux, dans un arbre. La femelle effectue entre avril et juillet une ponte de 5 à 6 œufs qu'elle couve seule durant 14 à 16 jours.

## Conservation et protection
L'Union internationale pour la conservation de la nature classe la pie-grièche à tête rousse comme quasi menacé,avec une population en décroissance.
En Wallonie, l’espèce est classée en catégorie EX (éteinte) dans la liste rouge des espèces menacées depuis 1997.
La Pie-grièche à tête rousse bénéficie d'une protection totale sur le territoire français depuis l'arrêté ministériel du 17 avril 1981 relatif aux oiseaux protégés sur l'ensemble du territoire. Il est donc interdit de la détruire, la mutiler, la capturer ou l'enlever, de la perturber intentionnellement ou de la naturaliser, ainsi que de détruire ou enlever les œufs et les nids, et de détruire, altérer ou dégrader son milieu. Qu'elle soit vivante ou morte, il est aussi interdit de la transporter, colporter, de l'utiliser, de la détenir, de la vendre ou de l'acheter.